# غويليرمي برو
غويليرمي برو (بالبرتغالية: Guilherme Biro) هو لاعب كرة قدم برازيلي، ولد في 1 مايو 2000 في كوريتيبا في البرازيل.

## وصلات خارجية
- غويليرمي برو على موقع الدوري الأمريكي (الإنجليزية)
- غويليرمي برو على موقع قاعدة بيانات كرة القدم.إي يو (الإنجليزية)
- غويليرمي برو على موقع Soccerway.com (الإنجليزية)